# Classe Omaha
La classe Omaha est une classe de croiseurs légers construits pour la Marine des États-Unis après la Première Guerre mondiale. Il s'agit de la plus ancienne classe de croiseur encore en service dans la Marine au début de la Seconde Guerre mondiale. Similaires et développés en réponse à la classe Centaur de la Royal Navy (bien que d'un point de vue moderne, un conflit entre les États-Unis et la Grande-Bretagne semble peu plausible, la Grande-Bretagne restait considérée comme un concurrent redoutable dans l'Atlantique pour l'US Navy, et la possibilité d'un conflit armé entre les pays semblait plausible (Il a été suggéré que le traité naval de Washington puis la Seconde Guerre mondiale aurait pu effectivement empêcher une telle guerre de survenir.), ils étaient destinés à servir en tant que navires de reconnaissance pour une flotte de cuirassés de par leur blindage capable de résister à des attaques de torpilles sous-marines.
Pour réduire le poids des superstructures, deux des douze canons de 6 pouces (152 mm) en barbette ont été enlevés avant la guerre. Pendant la guerre, toutes les unités ont été modifiées avec des canons anti-aériens supplémentaires de 20 mm et 40 mm et radars qui ont de nouveau alourdi les hauts.

## Liste des unités de la classe

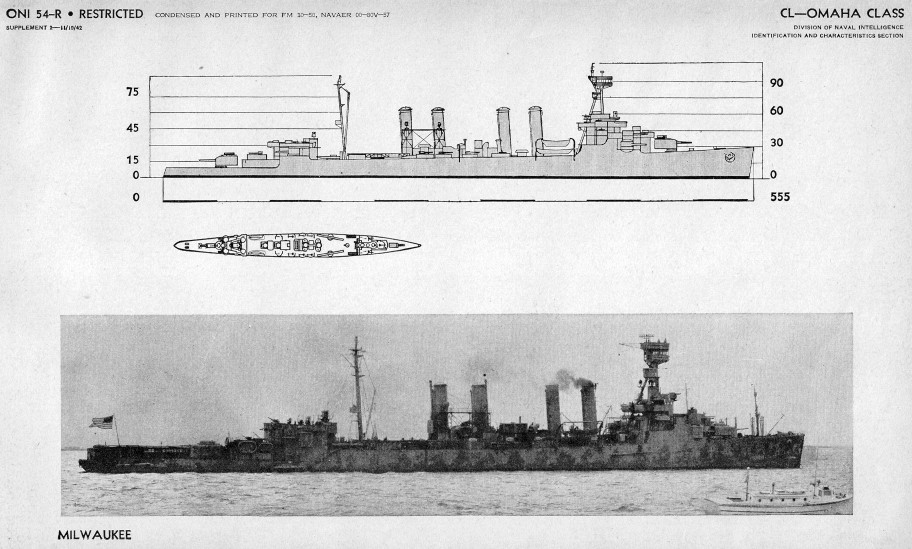

| Nom        | Numéro | Builder                                                                        | Quille posée     | Lancement         | En service       | Désarmé                                                                     | État                                                                            |
| ---------- | ------ | ------------------------------------------------------------------------------ | ---------------- | ----------------- | ---------------- | --------------------------------------------------------------------------- | ------------------------------------------------------------------------------- |
| Omaha      | CL-4   | Todd Dry Dock & Construction Co., Tacoma, Washington                           | 6 décembre 1918  | 14 décembre 1920  | 24 février 1923  | 1 novembre 1945                                                             | Rayé des listes le 28 novembre 1945 ; détruit en février 1946                   |
| Milwaukee  | CL-5   | Todd Dry Dock & Construction Co., Tacoma, Washington                           | 13 décembre 1918 | 24 mars 1922      | 20 Jun 1923      | 16 mars 1949                                                                | Rayé des listes le 18 mars 1949 ; vendu pour destruction le 10 décembre 1949    |
| Cincinnati | CL-6   | Todd Dry Dock & Construction Co., Tacoma, Washington                           | 15 mai 1920      | 23 mai 1921       | 1 janvier 1924   | 1 novembre 1945                                                             | Rayé des listes en février 1946                                                 |
| Raleigh    | CL-7   | Bethlehem Shipbuilding Corporation, Fore River Shipyard, Quincy, Massachusetts | 16 août 1920     | 25 octobre 1922   | 6 février 1924   | 2 novembre 1945                                                             | Rayé des listes le 28 novembre 1945 ; vendu pour destruction en février 1946    |
| Detroit    | CL-8   | Bethlehem Shipbuilding Corporation, Fore River Shipyard, Quincy, Massachusetts | 10 juin 1922     | 31 juillet 1923   | 11 Jan 1946      | Rayé des listes le 21 janvier 1946 ; vendu pour destruction en février 1946 |                                                                                 |
| Richmond   | CL-9   | William Cramp & Sons, Philadelphia                                             | 16 février 1920  | 29 septembre 1921 | 2 juillet 1923   | 21 décembre 1945                                                            | Rayé des listes le 21 janvier 1946 ; vendu pour destruction le 18 décembre 1946 |
| Concord    | CL-10  | William Cramp & Sons, Philadelphia                                             | 29 mars 1920     | 15 décembre 1921  | 3 novembre 1923  | 12 décembre 1945                                                            | Rayé des listes le 8 janvier 1946 ; vendu pour destruction le 21 janvier 1947   |
| Trenton    | CL-11  | William Cramp & Sons, Philadelphia                                             | 18 août 1920     | 16 avril 1923     | 19 avril 1924    | 20 décembre 1945                                                            | Rayé des listes le 21 janvier 1946 ; vendu pour destruction le 29 décembre 1946 |
| Marblehead | CL-12  | William Cramp & Sons, Philadelphia                                             | 4 août 1920      | 9 octobre 1923    | 8 septembre 1924 | 1 novembre 1945                                                             | Rayé des listes le 28 novembre 1945 ; vendu pour destruction le 27 février 1946 |
| Memphis    | CL-13  | William Cramp & Sons, Philadelphia                                             | 14 octobre 1920  | 17 avril 1924     | 4 février 1925   | 17 décembre 1945                                                            | Rayé des listes le 8 janvier 1946 ; vendu pour destruction le 18 décembre 1947  |